# Hyperstrotia ochreipuncta
Hyperstrotia ochreipuncta är en fjärilsart som beskrevs av Alfred Ernest Wileman 1914. Hyperstrotia ochreipuncta ingår i släktet Hyperstrotia och familjen nattflyn. Inga underarter finns listade i Catalogue of Life.